# Al-Ala
Al-Ala oder El Alâa (arabisch العلا, DMG al-ʿAlā, ortsübliche Aussprache: la Leh) ist eine Ortschaft im Zentrum Tunesiens. Sie gehört zum Gouvernement Kairouan und hat rund 2700 Einwohner.